# Santuário de vida selvagem de Htamanthi
O santuário de vida selvagem de Htamanthi é uma grande área protegida no norte de Myanmar com 2150 quilómetros quadrados. Foi criado em 1974 na região de Sagaing.
Ele está localizado entre o rio Chindwin no distrito de Hkamti e o rio Uyu, com 596 km quadrados da área em Homalin Township, e 1600 quilómetros quadrados em Hkamti Township. 